# Altan Öymen
Mehmet Altan Öymen (ur. 20 czerwca 1932 w Stambule, zm. 19 lipca 2025 tamże) – turecki dziennikarz, pisarz i polityk, deputowany i minister, w latach 1999–2000 przewodniczący Republikańskiej Partii Ludowej (CHP).

## Życiorys
Brat dziennikarza Örsana Öymena oraz dyplomaty i polityka Onura Öymena. W 1955 został absolwentem wydziału nauk politycznych Uniwersytetu w Ankarze. Pracę w dziennikarstwie podjął podczas studiów, był wówczas korespondentem parlamentarnym gazety „Ulus”. Później związany m.in. z „Cumhuriyet”, a w latach 1987–1995 pełnił funkcję redaktora naczelnego dziennika „Milliyet”. Był prezesem stowarzyszenia dziennikarzy w Ankarze. Na początku lat 70. współtworzył agencję prasową Anka Haber Ajansı. Autor publikacji książkowych, w tym Bir Dönem Bir Çocuk (2002) i Değişim Yılları (2004).
Zaangażował się również w działalność polityczną, dołączył do Republikańskiej Partii Ludowej. Był członkiem działającego w 1961 zgromadzenia ustawodawczego (powołanego po puczu wojskowym z 1960). W latach 60. był attaché prasowym w ambasadzie Turcji w Bonn. W 1977 w krótko istniejącym drugim rządzie Bülenta Ecevita zajmował stanowisko ministra odpowiedzialnego za turystykę. Od tegoż roku do 1980 zasiadał w Wielkim Zgromadzeniu Narodowym Turcji. Ponownie wybrany na deputowanego w 1995, mandat poselski wykonywał do 1999. W tym samym roku, po przegranych przez CHP wyborach, zastąpił Deniza Baykala na funkcji przewodniczącego partii. Kierował tym ugrupowaniem do 2000, kiedy to jego poprzednik powrócił na stanowisko przewodniczącego republikanów.